# Cratoptera triviata
Cratoptera triviata är en fjärilsart som beskrevs av Heinrich Benno Möschler 1881. Cratoptera triviata ingår i släktet Cratoptera och familjen mätare. Inga underarter finns listade i Catalogue of Life.